# O težavah s Kalmanovim truplom in neprimerni ljubezni med Frančekom in Gelo
O težavah s Kalmanovim truplom in neprimerni ljubezni med Frančekom in Gelo (tudi Kamelovo truplo) je slovenski dramski film iz leta 1977 v režiji Andreja Stojana po scenariju Toneta Partljiča.

## Igralci
- Peter Ternovšek
- Bogdan Jakus